# Elvia Castañeda
Elvia Lía Castañeda de Machado (Comayagua, 15 de febrero de 1932 - Tegucigalpa, 1 de julio de 2014), también conocida como Litza Quintana, fue una escritora hondureña.

## Trayectoria profesional
Obtuvo su título de maestra de educación primaria en la Escuela Normal de Señoritas. Estudió bibliotecología y educación en Argentina, España, Francia y Estados Unidos.
Se desempeñó como periodista docente y fue columnista del periódico El Heraldo. Firmaba sus textos con el seudónimo de Litza Quintana. Formó parte de la Generación del 50, integrada por figuras relevantes de la cultura hondureña como Roberto Sosa, Oscar Acosta, Francisco Salvador, Andrés Morris, Pompeyo del Valle y Ramón Oquelí.
Integró el grupo femenino de Ideas y a la Academia de Geografía e Historia. Fue miembro sobresaliente de la Academia de la Lengua. Formó parte de instituciones de prestigio como la Asociación de Prensa Hondureña,la Sociedad Literaria, el Comité Promonumentos a Juan Ramón Molina y la Junta Nacional de Bienestar Social.
Escribió artículos periodísticos, poemas, ensayos, piezas teatrales y biografías publicados dentro y fuera de Honduras.

## Obras

#### Teatro
- La lección de Sofía Seyers (1995).

#### Biografía
- La batalla del amor, biografía de María Josefa Lastiri de Morazán (1992).

#### Ensayo
- Valle en el génesis del panamericanismo (1977).
- 500 años después (1992).

## Premios
- 1989 “Panamericanista del Año”
- 1990 Grado de Lazo de Dama, Condecoración al mérito docente y cultura Gabriela Mistral, Gobierno de Chile[6]
- 1990 Premio “Ramón Ortega”, Graficentro Editores,
- 1996 Premio “Paulino Valladares” de la Asociación de Prensa Hondureña (APH).

El alcalde Miguel Pastor le entregó un reconocimiento por su aporte de 50 años al periodismo y a la cultura.